# Veggiano
Veggiano là một đô thị thuộc tỉnh Padova vùng Veneto, located about 45 km về phía tây của Venezia và cách khoảng 12 km northvề phía tây của Padova. Tại thời điểm ngày 31 tháng 12 năm 2004, đô thị này có dân số 3.515 người và diện tích 16,2 km².
Veggiano giáp các đô thị: Cervarese Santa Croce, Grisignano di Zocco, Mestrino, Montegalda, Saccolongo.